# Wilfredo Manlapaz
Wilfredo Dasco Manlapaz (ur. 7 kwietnia 1941 w Paracale) – filipiński duchowny rzymskokatolicki, biskup Tagum w latach 1986–2018.